# سارا تاكتسوكي
سارا تاكتسوكي (باليابانية: 高月 彩良 Takatsuki Sara ولدت في 19 أغسطس 1997) هي ممثلة ومغنية وعارضة أزياء يابانية ولدت في كاناغاوا. 

## عملها كممثلة
بدأت تاكتسوكي مشوارها الفني كممثلة في «فتاة طوكيو TSC» في سبتمبر من العام 2008.

## وصلات خارجية
- سارا تاكتسوكي على موقع IMDb (الإنجليزية)
- سارا تاكتسوكي على موقع روتن توميتوز (الإنجليزية)
- سارا تاكتسوكي على موقع ألو سيني (الفرنسية)
- سارا تاكتسوكي على موقع ميوزك برينز (الإنجليزية)
- سارا تاكتسوكي على موقع قاعدة بيانات الفيلم (الإنجليزية)
- سارا تاكتسوكي على موقع كينوبويسك (الروسية)
- سارا تاكتسوكي على موقع ANN person (الإنجليزية)